# Frauenberger und Duschlberger Wald
Frauenberger und Duschlberger Wald är ett kommunfritt område i Landkreis Freyung-Grafenau i Regierungsbezirk Niederbayern i förbundslandet Bayern i Tyskland.